# 5th Arkansas Cavalry
Le 5th Arkansas Cavalry (1863-1865) est un régiment de cavalerie de l'armée Confédérée pendant la guerre de Sécession. Le régiment est désigné à plusieurs reprises, comme le régiment de cavalerie de l'Arkansas de Newton, le régiment de cavalerie de l'Arkansas de Morgan, le 2d Arkansas Cavalry, et le 8th Arkansas Cavalry. Ce régiment ne doit pas être confondu avec un régiment plus tardif commandé par le colonel Robert Crittenden Newton, qui est un régiment des troupes de l'État de l'Arkansas appelé généralement le 10th Arkansas Cavalry de Newton.

## Organisation

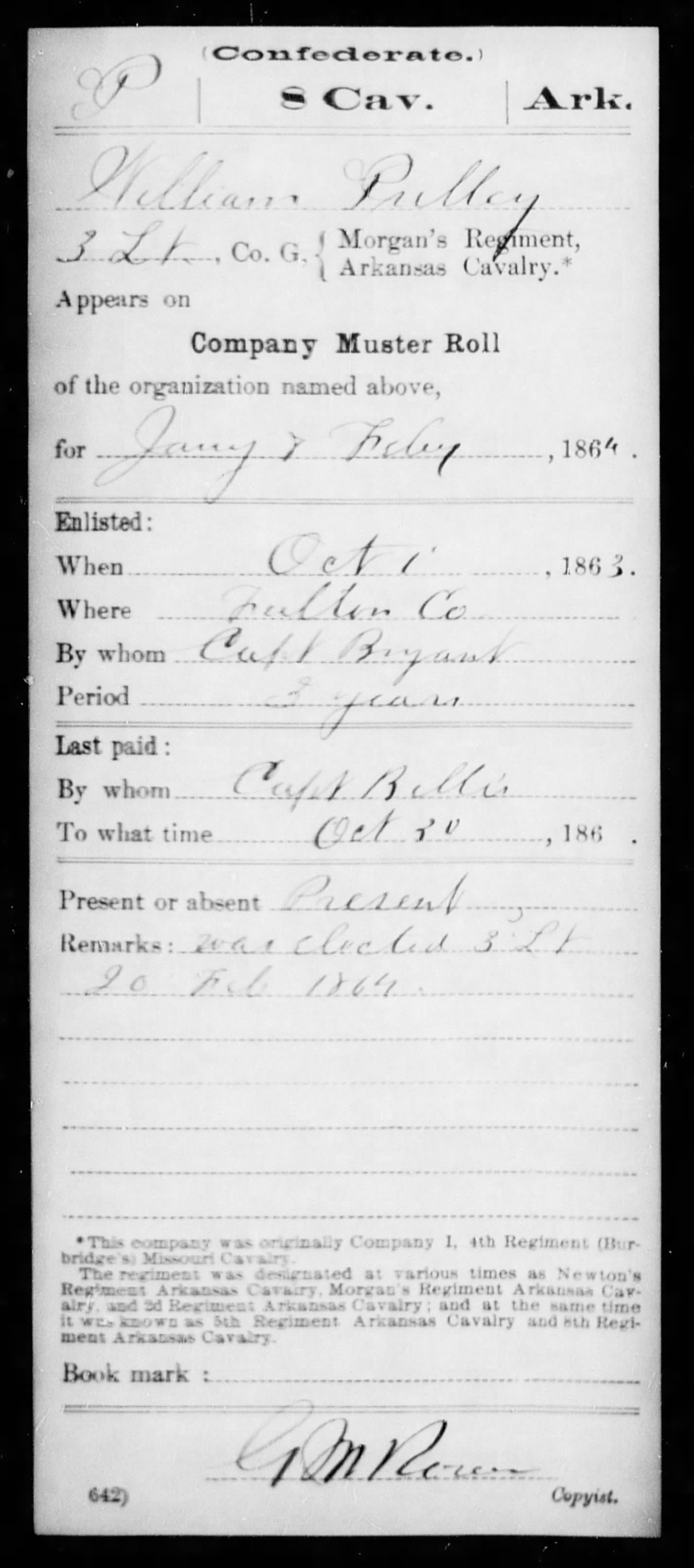
Archive de service de la guerre de Sécession pour un soldat du 8th Arkansas Cavalry.

Organisé avec 12 compagnies à Little Rock, en Arkansas, en avril, en 1863, sous le commandement du colonel Robert C. Newton. L'unité est composée de compagnies des comtés suivants :
- Compagnie A – comté de Van Buren et comté de Jackson ; enrôlée le 24 juin 1862, à Clinton, en Arkansas.
- Compagnie B – comté de Jefferson ; enrôlée le 10 février 1863, à Pine Bluff, en Arkansas.
- Compagnie C – comté d'Independence ; enrôlée le 10 janvier 1863 à Pleasant Plains, en Arkansas.
- Compagnie D – comté de Lawrence ; enrôlée le 1er novembre 1862, au Evening Shade, en Arkansas.
- Compagnie E – comté de Conway ; enrôlée le 24 décembre 1862, dans le comté de Conway, en Arkansas.
- Compagnie F – comté d'Independence ; enrôlée le 9 janvier 1863, à la Hess Ferry, en Arkansas.
- Compagnie G – comté de Fulton, en Arkansas, enrôlée le 12 décembre 1862, aussi connue comme la compagnie montée du capitaine Lorenzo Dow Bryant, qui comprend également quelques Missourians originaires des environs des comtés de Howell et d'Oregon. La compagnie est organisée en décembre 1862 et est affectée au 4th Missouri Cavalry, en tant que (ancienne) compagnie I jusqu'au mois d'avril 1863, quand elle est détachée et affectée au 5th Arkansas Cavalry en tant que compagnie G.[3]
- Compagnie H – comté d'Independence et comté d'Izard ; enrôlée le 15 décembre 1862.
- Compagnie I – comté du Mississippi ; enrôlée le 16 mars 1863, au camp de Wilson, en Arkansas.
- Compagnie K – comté de Van Buren ; enrôlée le 4 mars 1863, à Clinton, en Arkansas.
- Compagnie L – comté de Van Buren ; enrôlée le 26 décembre 1862, à Kenyon, en Arkansas.

Le régiment est appelé par différents noms officieux au cours de son existence. Lorsque le colonel Robert Crittenden Newton est au commandement, il est appelé par son titre officiel de 5th Arkansas Cavalry. Le colonel Newton est remplacé en décembre 1863 par le colonel Thomas J. Morgan, ancien capitaine de la compagnie C. Sous les ordres du colonel Morgan, le régiment est appelé par la désignation 8th Arkansas Cavalry ; mais il est aussi connu, à l'occasion, en tant que 2d Arkansas Cavalry. Les archives compilées du service sont déposées sous la désignation 8th Arkansas Cavalry. Les commandants du 5th/2d/8th Cavalry comprennent les colonels Robert C. Newton, Thomas J. Morgan, et W. A. Bevens.

## Batailles
En tant que 5th Arkansas sous les ordres du colonel Newton, l'unité sert dans la division du général J. G. Walker (plus tard de Dobbins) du département du trans-Mississippi, et combat lors des engagements suivants :
- Bataille d'Helena, Arkansas, le 4 juillet 1863.
- Bataille de Brownsville, Arkansas, le 25 août 1863
- Bataille de Reed's Bridge, Arkansas, le 27 août 1863
- Bataille de Bayou Fourche[note 1], Arkansas, le 10 septembre 1863.
- Bataille de Pine Bluff, Arkansas, le 25 octobre 1863.

L'unité a plusieurs de ses membres capturés à la bataille de Bayou Fourche (Little Rock) en septembre 1863. Ces prisonniers sont envoyés au camp Morton, près d'Indianapolis, dans l'Indiana. Quelques-uns meurent en prison, quelques-uns rejoignent le service sur la frontière de l'armée des États-Unis, mais la plupart sont échangés en mars 1864. Beaucoup de ces hommes sont de retour dans l'Arkansas à temps pour être libérés sur parole à Jacksonport, en Arkansas, le 5 juin 1865, à la fin de la guerre.
La désignation de l'unité change en 2d (Morgan's) Cavalry Regiment à compter du 24 décembre 1863. En tant que 8th/2d Arkansas sous les ordres du colonel Morgan, l'unité sert dans la brigade du général Cabell du département du trans-Mississippi Département, et combat lors des engagements suivants :
- Bataille de Poison Spring, en Arkansas, le 18 avril 1864[4].
- Bataille de Marks' Mills, en Arkansas, le 25 avril 1864. Le régiment perd 18% des 130 hommes engagés.
- Raid du Missouri de Price, en Arkansas, Missouri et Kansas, en septembre–octobre, 1864

Bataille de Fort Davidson, au Missouri, le 27 septembre 1864
Quatrième bataille de Boonville, au Missouri, le 11 octobre 1864
Bataille de Glasgow, au Missouri, le 15 octobre 1864
Bataille de Sedalia, au Missouri, le 15 octobre 1864
Deuxième bataille de Lexington, au Missouri, le 19 octobre 1864
Bataille de Little Blue River, au Missouri, le 21 octobre 1864
Deuxième bataille de l'Independence, au Missouri, les 21-22 octobre, 1864
Bataille de Byram's Ford, au Missouri, les 22 et 23 octobre, 1864
Bataille de Westport, au Missouri, le 23 octobre 1864
Bataille du Marais des Cygnes, comté de Linn, au Kansas, le 25 octobre 1864
Bataille de Mine Creek, au Missouri, le 25 octobre 1864
Bataille de Marmiton River, au Missouri, le 25 octobre 1864
Deuxième bataille de Newtonia, au Missouri, le 28 octobre 1864

## Reddition
Ce régiment est dissout avant la reddition officielle et les hommes sont libérés sur parole, à divers endroits, mais surtout à Jacksonport, en Arkansas.